# Nyssodectes
Nyssodectes es un género de escarabajos longicornios de la tribu Acanthocinini.

## Especies
- Nyssodectes bispecularis (White, 1855)
- Nyssodectes concinna (Bates, 1885)
- Nyssodectes dulcissimus (Bates, 1863)
- Nyssodectes longula (Bates, 1881)
- Nyssodectes roseicollis (Bates, 1872)
- Nyssodectes veracruzi Dillon, 1955